# Moog (azienda)
Moog è una società statunitense di meccatronica che produce per l'industria aerospaziale, l'automazione industriale e la tecnologia medica. L'azienda ha quattro divisioni: aircraft controls, space and defense controls, industrial controls, e components. La sede è a Elma (New York).

## Storia
Nell'aprile 1950 Bill Moog (cugino di Robert Moog, inventore del Moog synthesizer) brevettò un attuatore elettroidraulico tipo valvola usata come servomeccanismo, chiamata poi "Moog Valve"; il numero di brevetto è US patent 2625136 del gennaio 1953. Bill Moog morì nel 1997 a 82 anni.

## Aeronautica

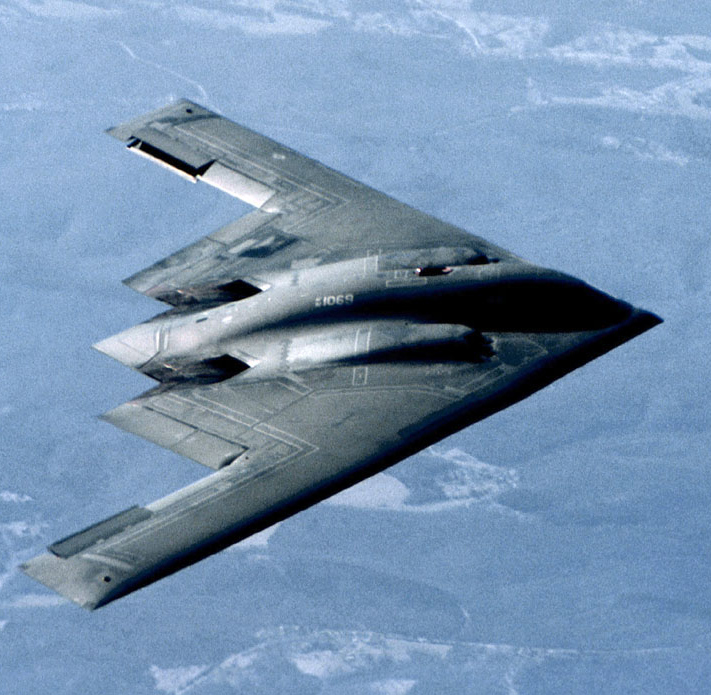
Northrop Grumman B-2 Spirit

Moog ha prodotto tecnologia installata sui bombardieri Northrop Grumman B-2 Spirit compreso gli attuatori di controllo del volo. Moog ha contribuito anche ai sistemi di attuatori idraulici ed elettrici del relativo simulatore di volo.
Nel 2018, Moog e la Università di Buffalo annunciano il progetto di utilizzo della tecnologia a rete neurale convoluzionale per la verifica delle saldature e la relativa conformità.
Nel 2019, Moog acquisisce il SureFly, un velivolo elettrico a decollo verticale dalla Workhorse Group Inc.
La Moog produce sistemi di controllo dei velivoli sia militari che civili come l'Embraer E-Jet E2 family, Airbus A350, Boeing 787, A400M, F-35.

## Spazio e Difesa

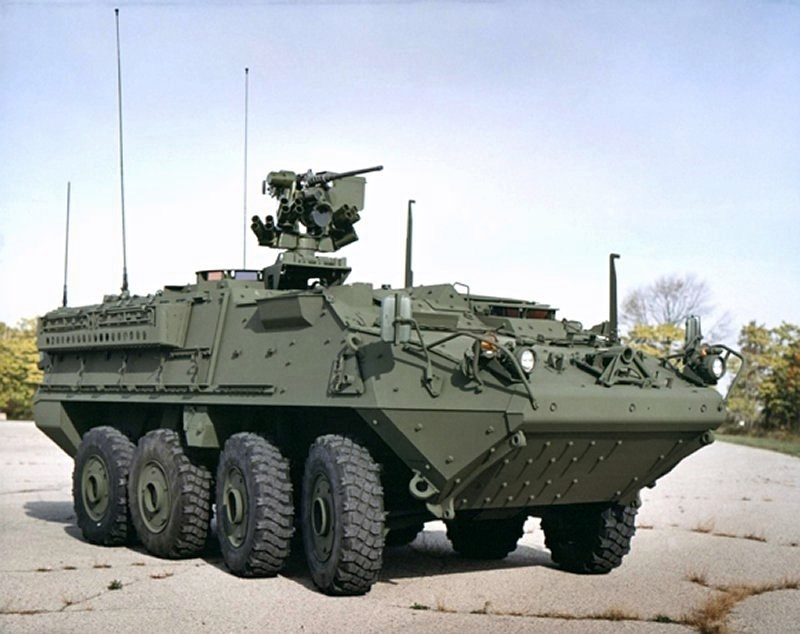
Stryker della General Dynamics Land Systems

Moog produce tecnologia per satelliti e veicoli spaziali e per la difesa come missili, armi. Un esempio di sistema d'arma p il Reconfigurable Integrated-weapons Platform (RIwP) per il progetto Stryker della General Dynamics Land Systems.
Per i satelliti, Moog sviluppa sistemi di propulsione chimici ed elettrici e sistemi di controllo di volo come nella International Space Station.
Nel 2012, Moog acquisisce la divisione In-Space Propulsion (ISP) dalla American Pacific Corporation (AMPAC). I prodotti come il LEROS, sistema di propulsione, sviluppato negli anni '90 dalla Royal Ordnance (British Aerospace). Nel 2017 la ISP viene venduta alla Nammo.
Moog ha collaborato con i progetti più disparati come United Launch Alliance, Atlas V, Boeing SST, Programma Apollo, Space Shuttle, International Space Station, Deep Space 1, Gravity Probe B, Orbital ATK, Boeing SLS.
Il Moog Navigation and Surveillance Systems (NaSS) fu creato nel 1955 e registrato come Tactical Air Navigation (TACAN) nel 1962 in ambito militare.

## Automotive
Moog è stata fornitrice per oltre trent'anni di costruttori automobilistici nella Formula 1 con sistemi per il controllo d'assetto.

## Industria
Moog produce sistemi per l'industria, per l'automazione industriale con sensori, attuatori.

## Tecnologia medica
Moog è presente nella tecnologia medica con la Curlin Medical, McKinley Medical, e Zevex International dal 2006. Moog produece dispositivi medicali tipo infusori.